# Cronopio dentiacutus
Cronopio dentiacutus es un mamífero driolestoideo del género Cronopio que vivió a finales del período Cretácico, hace aproximadamente 95 millones de años. Sus restos fueron hallados en la localidad paleontológica "La Buitrera (Río Negro)", Argentina, en rocas sedimentarias de la Formación Candeleros (Grupo Neuquén), de edad Cenomaniense.

## Descubrimiento
Se conocía hasta ahora el cráneo de una sola especie de mamífero mesozoico: Vincelestes neuquenianus, perteneciente al  Cretácico inferior (130 millones de años) de la provincia de Neuquén.
En La Buitrera (Río Negro) afloran rocas incluidas en la "Formación Candeleros". Estos niveles son los únicos correspondientes al Cretácico superior temprano donde se han hallado mamaliaformes.

Los investigadores argentinos Guillermo Rougier, Sebastián Apesteguía y Leandro Gaetano (2011) reportaron el hallazgo de dos cráneos y numerosos restos mandibulares aislados de Cronopio dentiacutus en 2006, un driolestoideo cercanamente relacionado con formas halladas en "Cerro Cuadrado", y de un taxón aún no descripto de afinidades inciertas.

Dicha especie fue encontrada en cercanías a Cerro Policía, en el noroeste de la provincia de Río Negro. Según los autores, es el primer mamífero del Cretácico superior hallado en América del Sur. En concreto, llena un hueco de 60 millones de años en los registros de mamíferos en este continente.

El descubrimiento fue realizado por el equipo de exploración de la Fundación Azara, la Universidad de Louisville, Kentucky (Estados Unidos) y el Museo Field de Chicago (Estados Unidos). Los resultados del hallazgo fueron publicados en la revista Nature en 2011.
Cerro Cuadrado es la localidad donde se ha exhumado el mayor número de taxones de mamaliaformes del Cretácico de América del Sur, todos ellos provenientes de la Formación Los Alamitos, de edad Campaniense-Maastrichtiense. Bonaparte halló una gran cantidad de especímenes y los clasificó en 18 géneros distintos; por ejemplo, triconodontos, simetrodontes, driolestoideos, multituberculados y gondwanaterios. Estos taxones serían parte de una fauna de naturaleza gondwánica que incluye varias formas endémicas de América del Sur.
El holotipo MPCA 454 está depositado en el Museo Provincial Carlos Ameghino, Cipolletti, Río Negro. Solo se preserva el cráneo incompleto con la dentición superior completa, sin la caja craneal, parte del techo rostral y la quijada inferior.
Cronopio dentiacutus, vivió en una época coincidente con los más grandes dinosaurios conocidos, como el dinosaurio carnívoro Giganotosaurus y apenas un poco antes del dinosaurio herbívoro Argentinosaurus.
El término Cronopio hace referencia a las criaturas fantásticas creadas por Julio Cortázar y dentiacutus (latín) significa "dientes afilados y puntiagudos". El investigador Guillermo Rougier comparó la especie con Scrat, la ardilla protagonista de la película La Era del Hielo.

## Descripción
Cronopio dentiacutus es un driolestoideo de tamaño mediano, caracterizado por tener un hocico muy alargado y angosto, y los caninos muy largos y desarrollados. También tiene marcas de una musculatura masticatoria especializada. Las órbitas están ubicadas en el plano dorsal debido a que el cigoma es alto con una fosa masetérica muy pronunciada. Los autores (Rougier et al., 2011) estiman que el cráneo de esta especie tipo mide aproximadamente 27 mm de largo. Este mamífero fósil mide unos 10 cm de largo (sin cola) y entre 15 y 20 cm con ella. Posee dos incisivos superiores, espacios edéntulos antes y después del hipertrofiado canino, cuatro premolares y tres molares superiores (mesiodistalmente angostos) y, además, tres premolares y tres molares inferiores. Los incisivos superiores son simples y rectos. A diferencia de otros driolestoideos, los dos primeros premolares no tienen las cúspides accesorias anteriores grandes. Sin embargo, están presentes en la parte posterior.
El cráneo de Cronopio dentiacutus comparte varios caracteres plesiomórficos con los mamaliaformes, como la presencia de un septo maxilar, una lámina anterior en el hueso petroso y de un flanco lateral. Los molariformes mesiodistalmente comprimidos indican que esta especie se alimentaba especialmente de insectos y plantas.
Se cree que los molares con una raíz en Cronopio se desarrollaron de molares con raíces desiguales, condición similar que se observa en los driolestoideos. Por lo tanto, se puede concluir que es una condición derivada. La quijada de Cronopio dentiacutus es inusual en los driolestoideos, con un pequeño proceso coronoide, un pequeño proceso angular y un cóndilo muy elevado.
El oído y la dentición resultan “de modelo antiguo”, en comparación con los terios. Sin embargo, el grupo de los driolestoideos sudamericanos al que pertenece desarrolló una plasticidad morfológica y ecológica, que les permitió vivir en conjunto con los grandes dinosaurios.
La presencia de esta especie de  driolestoideo en el Cenomaniense amplía considerablemente el tiempo de duración de la especie (biocrón) de este variado grupo de mamíferos endémicos de América del Sur y, supuestamente, del supercontinente de Gondwana.

## Filogenia
Cronopio dentiacutus es filogenéticamente cercano a Necrolestes y Leonardus. Estos tres taxones tienen dientes triangulares muy comprimidos y un arco dental curvado postcanino que se estrecha en la parte posterior. Necrolestes y Cronopio  son los únicos mamíferos que tienen premolares con doble raíz y molares con una sola raíz. La dentadura de Necrolestes se asemeja más a la de Leonardus que a la de Cronopio, ya que Leonardus tiene los premolares completamente molarizados.

A este respecto, Cronopio, cuyo último premolar está completamente molarizado, demuestra tener características primitivas en relación con Necrolestes y Leonardus. Asimismo, Cronopio comparte algunos rasgos con los meridioléstidos: premolar anterior con doble raíz y molares con una sola raíz, proceso condilar largo y relativamente horizontal, proceso angular con un poco de inflexión medial, hocico prolongado y caja craneal globular.
Aunque Cronopio dentiacutus no pertenece al grupo de los mamíferos modernos o “terios” (marsupiales y placentarios), son parientes cercanos. Al evaluar las relaciones de parentesco entre esta especie y otros mamíferos,  los driolestoideos se hallan exactamente entre los dos grandes grupos de mamíferos vivientes, los monotremas y los terios (marsupiales y placentarios). De este modo, es posible comprender cómo se transformaron varias estructuras a lo largo de la evolución. Más aún, dentro de los driolestoideos, Cronopio pertenece a un grupo especial, los meridioléstidos, que eran exclusivamente sudamericanos.
Los gondwanaterios y ferugliotéridos del Cretácico y Paleógeno indican que todos los mamíferos del Cretácico superior son endémicos en América del Sur hasta cierto punto. Sin embargo, todavía no está claro cuán representativos son los driolestoideos y gondwanaterios en las faunas de algunas partes fuera de América del Sur a finales de la Era Mesozoica. Algunas piezas dentarias aisladas provenientes de África y América del Norte (Cretácico superior) no presentan las autapomorfías de Cronopio. No obstante, se asemejan a los driolestoideos de Argentina correspondientes a la última etapa del Cretácico superior.
Cronopio es una parte integral de la historia evolutiva de los mamíferos sudamericanos del Cretácico superior. Sin embargo, no tiene parentesco con los triconodontos, prototribosfénidos y australosfénidos de este continente, que vivieron durante el Jurásico medio y Cretácico inferior.
El hallazgo de Cronopio marca un antes y un después en el estudio de los mamíferos mesozoicos de América del Sur y en el análisis, en general, de los driolestoideos en el mundo entero, ya que constituye el primer estudio de cráneos completos de estos animales. Cronopio, por su posición en el intrincado arbusto de parentesco entre los mamíferos, ayuda a comprender cómo se desarrolló el basicráneo y el oído interno en los seres humanos, los mamíferos terios.